# Let Swiftair 5960
Let Swiftair 5960 byl mezinárodní dopravní let, který 25. listopadu 2024 spadl na dvoupatrový dům ve Vilniusu při konečném přiblížení. Ze čtyř osob na palubě jeden člověk zemřel, na zemi nebyly hlášeny žádné oběti. 

## Letoun
Letoun byl Boeing typu Boeing 737-476SF, měl sériové číslo 24445. Vyroben byl v roce 1993.

## Nehoda
Letoun odstartoval v 02:08 UTC (03:08 místního času) z letiště Lipsko/Halle. K havárii došlo v 03:28 UTC (5:28 místního času) ve Vilniusu. Letoun se těsně vyhnul srážce s dvoupatrovým domem ve čtvrti Liepkalnis. Francouzsko-španělský pilot při havárii zemřel. 3 lidé, občané Španělska, Německa a Litvy, byli zachráněni.
Záchranáři přisuzují jejich záchraně skutečnost, že se kokpit při nárazu oddělil od trupu, který začal hořet.
Všech 12 obyvatel domu bylo bezpečně evakuováno. Ve Liepkalnis bylo uzavřeno několik silnic, úřady vyzvaly lidi, aby do této oblasti nejezdili. Letadlo zasáhlo také několik dalších budov a auto.

## Vyšetřování
Ministr národní obrany, Laurynas Kasčiūnas, uvedl, že nešlo o sabotáž. 26. listopadu byly vyzvednuty letové zapisovače.
Nehoda se aktuálně vyšetřuje.